# Stop! (альбом)
Stop! — дебютный альбом британской певицы Сэм Браун, выпущенный в 1988 году. Альбом содержит наиболее известный сингл певицы «Stop!», а также кавер-версию песни Тины Тёрнер — «Nutbush City Limits» и песни Марвина Гэя — «Can I Get a Witness».
По всему миру альбом разошёлся тиражом в 2,5 млн копий и занял 4 место в британских чартах. В Канаде, Европе и Австралии пластинка приобрела статус платиновой.

## Список композиций
1. «Walking Back to Me» (Sam Brown/Gregg Sutton) (3:40)
2. «Your Love Is All» (Sam Brown/Margo Buchanan)(4:09)
3. «Stop!» (Sam Brown/Gregg Sutton/Bruce Brody) (4:53)
4. «It Makes Me Wonder» (Sam Brown/Margo Buchanan) (4:33)
5. «This Feeling» (Sam Brown/Margo Buchanan) (3:21)
6. «Tea» (Sam Brown) (0:41)
7. «Piece of My Luck» (Sam Brown) (3:00)
8. «Ball and Chain» (Sam Brown/Danny Schogger) (4:34)
9. «Wrap Me Up» (Sam Brown/Danny Schogger) (3:10)
10. «I’ll Be in Love» (Sam Brown/Danny Schogger) (5:16)
11. «Merry Go Round» (Sam Brown/Vicki Brown) (3:07)
12. «Sometimes You Just Don’t Know» (Sam Brown/Danny Malloy/Richard Brennan) (3:05)

## Позиции в хит-парадах и сертификации
Годовые чарты:
| Хит-парад (1989)       | Позиция |
| ---------------------- | ------- |
| Европа (Music & Media) | 71      |